# Yoshiko Matsumura
Yoshiko Matsumura (jap. 松村好子 Matsumura Yoshiko; ur. 9 grudnia 1941) – japońska siatkarka, medalistka olimpijska.

## Osiągnięcia reprezentacyjne
- Igrzyska Olimpijskie 1964